# Kristýna Burlová
Kristýna Burlová (25 marzo 2002) è una ciclista su strada e pistard ceca che corre per il Ceratizit Pro Cycling Team. Passista veloce, è attiva in formazioni UCI dal 2022.

## Palmarès

### Strada
- 2020 (Juniores)

Campionati cechi, Prova a cronometro Junior

### Pista
- 2019 (Juniores)

Campionati cechi, Omnium Junior
- 2020

Campionati cechi, Inseguimento a squadre (con Jarmila Machačová, Kateřina Kohoutková e Petra Ševčíková)

## Piazzamenti

### Competizioni mondiali
- Campionati del mondo su strada

Yorkshire 2019 - Cronometro Junior: 37ª
Yorkshire 2019 - In linea Junior: 67ª
Glasgow 2023 - Cronometro Under-23: 50ª
Glasgow 2023 - In linea Under-23: ritirato
- Campionati del mondo su pista

Francoforte sull'Oder 2019 - Scratch Junior: 18ª
Francoforte sull'Oder 2019 - Omnium Junior: 17ª
Francoforte sull'Oder 2019 - Americana Junior: 11ª

### Competizioni continentali
- Campionati europei su strada

Alkmaar 2019 - Cronometro Junior: 16ª
Alkmaar 2019 - In linea Junior: 33ª
Plouay 2020 - Cronometro Junior: 14ª
Plouay 2020 - In linea Junior: 8ª
Anadia 2022 - Cronometro Under-23: 23ª
Anadia 2022 - In linea Under-23: 43ª
Drenthe 2023 - Cronometro Under-23: 19ª
Drenthe 2023 - In linea Under-23: 12ª
Limburgo 2024 - In linea Under-23: 68ª
- Campionati europei su pista

Gand 2019 - Scratch Junior: 17ª
Gand 2019 - Corsa a eliminazione Junior: 10ª
Gand 2019 - Omnium Junior: 5ª
Gand 2019 - Corsa a punti Junior: 13ª
Gand 2019 - Americana Junior: 7ª
Fiorenzuola d'Arda 2020 - Scratch Junior: 8ª
Fiorenzuola d'Arda 2020 - Omnium Junior: 4ª
Fiorenzuola d'Arda 2020 - Americana Junior: 7ª
Apeldoorn 2021 - Corsa a eliminazione Under-23: 16ª
Apeldoorn 2021 - Corsa a punti Under-23: 15ª
Apeldoorn 2021 - Americana Under-23: 5ª
Anadia 2022 - Corsa a eliminazione Under-23: 14ª
Anadia 2022 - Corsa a punti Under-23: 13ª
Grenchen 2023 - Corsa a punti: 13ª
Anadia 2023 - Scratch Under-23: 6ª
Anadia 2023 - Omnium Under-23: 10ª
Cottbus 2024 - Scratch Under-23: 8ª
Cottbus 2024 - Omnium Under-23: 6ª